# 托勒密十五世
托勒密十五世·菲洛帕托尔·菲洛墨托尔·凱撒（希臘語：Πτολεμαίος ΙΕ' Φιλοπάτωρ Φιλομήτωρ Καίσαρ，前47年6月23日-前30年8月23日），昵称凱撒里昂（希臘語：Καισαρίων），意为“小凱撒”，古埃及希腊化的托勒密王朝末代国王，也是史学界公认的最后一任男性法老，于前44年9月2日至前30年8月1日在位，与其母克麗奧佩脫拉七世共治。即位时尚幼，实际大权掌握在母亲和继父马克·安东尼手中。公元前30年8月1日首都亚历山大港被罗马共和国军队攻破，托勒密王朝灭亡，其本人被俘，不久被罗马统帅（即后来的罗马皇帝）屋大维下令杀害。
他是埃及艳后的长子，并被认为是罗马终身独裁官尤利乌斯·凱撒的儿子，由於他的名字包括“凱撒”以及种种迹象表明这可能性非常大。

## 名字
凱撒里昂的名字全称为托勒密·菲洛帕托尔·菲洛墨托尔·凱撒，其中“托勒密”（Πτολεμαίος）是托勒密王朝历代国王（法老）的名字，意为“喜好战争的”、“崇尚武力的”；“菲洛帕托尔”（Φιλοπάτωρ）是绰号，意为“笃爱父亲的”；“菲洛墨托尔”（Φιλομήτωρ）也是绰号，意为“笃爱母亲的”；“凱撒”是其生父尤利乌斯·凱撒的名字，原意是“浓密的头发”。有时，他也被叫做托勒密·凱撒，但是最常用的则是他的昵称凱撒里昂，意为“小凱撒”。

“托勒密”在埃及象形文字中则为：
|                      |    |       |   |   |   |
| \| \| \| \| \| \| \| |    |       |   |   |   |
|                      |    |       |   |   |   |
| p · t                | wA | l · M | i | i | s |

| p · t | wA | l · M | i | i | s |

|                      |    |       |   |   |   |
| \| \| \| \| \| \| \| |    |       |   |   |   |
|                      |    |       |   |   |   |
| p · t                | wA | l · M | i | i | s |

| p · t | wA | l · M | i | i | s |

## 生平

### 从亚历山大港到罗马
前47年6月23日，凱撒里昂出生于托勒密王朝统治下的埃及首都亚历山大港的皇宫裡。当时他的母亲克利奥帕特拉七世22岁，而据传是其父亲的尤利乌斯·凯撒53岁；倘若为真，由于两人没有结婚，因此他是私生子，且亦代表他母亲是古希腊人、父亲是古罗马人，所以他是希腊和罗马的结晶，没有丝毫古埃及人的血统。
克利奥帕特拉女王对外宣称凱撒是她儿子的父亲，并且希望凱撒指定凱撒里昂为尤利乌斯家族的继承人和罗马共和国未来的领袖。但是凱撒拒绝，他选择他的甥孙和养子屋大维作为其继承人；而凱撒里昂则被预定为名义上的埃及和罗马、东方和西方共同的统治者（指克利奥帕特拉和凱撒）的继承人，但这个身分徒有虚名，随着凱撒的遇刺化为乌有。

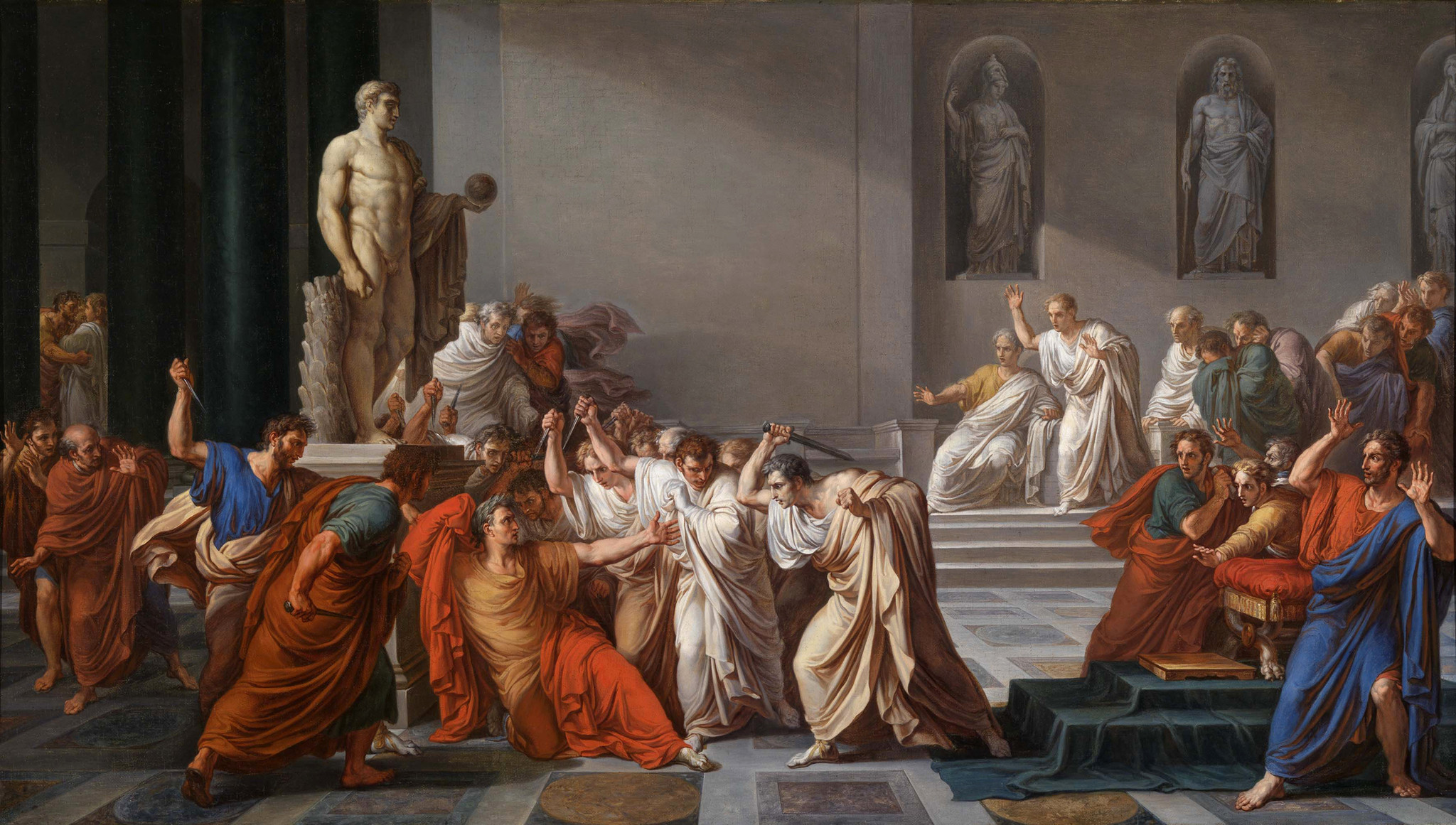
凱撒遇刺

凯撒里昂出生不久就随母亲来到罗马共和国的首都罗马（今义大利首都罗马市），并在前47年至前44年待在罗马；前44年3月15日凯撒遇刺时，他们很可能仍在罗马亲历此事。

### 从罗马到亚历山大港

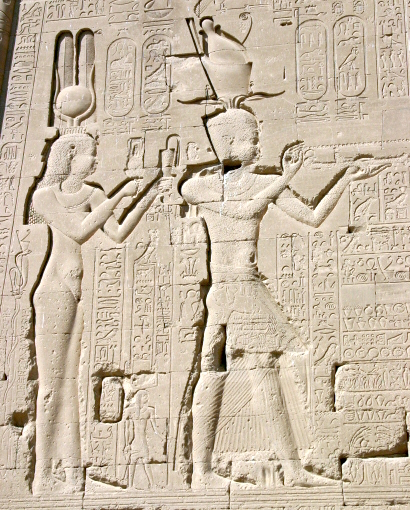
埃及但德拉的哈索尔神庙中克利奥帕特拉七世（左）和托勒密十五世（右）的浮雕

凱撒遇刺后，女王母子马上回到埃及。前44年7月26日，女王的弟弟、名义上的丈夫和共治国王托勒密十四世被女王毒死（另說死于恶疾），女王开始单独执政。同年9月2日，女王立儿子凱撒里昂为共治国王（法老）。

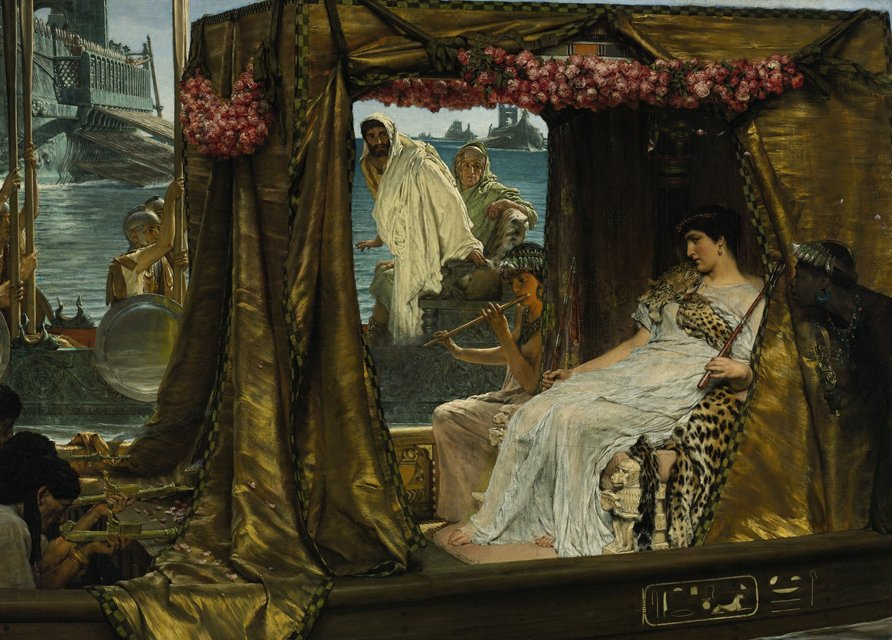
劳伦斯·阿尔玛-塔德玛作品《安东尼与克利奥帕特拉》

在罗马，凱撒被刺殺后，养子屋大维和部将马克·安东尼、雷必达三人联合组成后三头同盟，消灭了共同的敌人共和派，并瓜分了共和国的最高权力。把雷必达排挤后，屋大维为笼络安东尼，让他统治共和国东方的领土，还把妹妹屋大维娅嫁给他。但前42年，安东尼和女王在塔尔苏斯邂逅，和凱撒一样为女王的美色所惑，两人很快陷入情网，开始在亚历山大港实行联合统治，还生一个儿子和一个女儿，把屋大维娅抛之脑后。安东尼实际上成了凱撒里昂的继父。为了巩固统治，安东尼和女王下令杀掉被囚禁的前敌对女王阿西诺亚四世。不过安东尼在亚历山大港待没多久，便离开埃及开始东征帕提亚。
前37年，安东尼东征归来。他重申与女王的关系，把妻子屋大维娅休了，并强调亚历山大港才是他的家。安东尼和女王按照埃及的习俗共结连理，但此婚姻不为罗马人所承认。这也为安东尼和屋大维的决裂埋下伏笔。两人结婚后又生一个儿子。
前34年末，安东尼东征亚美尼亚归来，宣布把共和国东方的领土全部送给女王和他们俩的孩子：女王和凱撒里昂分别加上“众王之女王”和“众王之王”的称号，并成为埃及和叙利亚的共治者；安东尼和女王的三个孩子也分到亚美尼亚、米底、帕提亚、昔兰尼加、利比亚、腓尼基和奇里乞亚，此举被称为“亚历山大港奉献”。更有甚者，安东尼还宣布凱撒里昂为尤利乌斯·凱撒的亲生儿子和合法继承人，这对在罗马以凱撒养子和合法继承人自居并统治着共和国西方的屋大维来说无疑是巨大的挑衅，两人正式决裂。

### 出逃未遂和被害

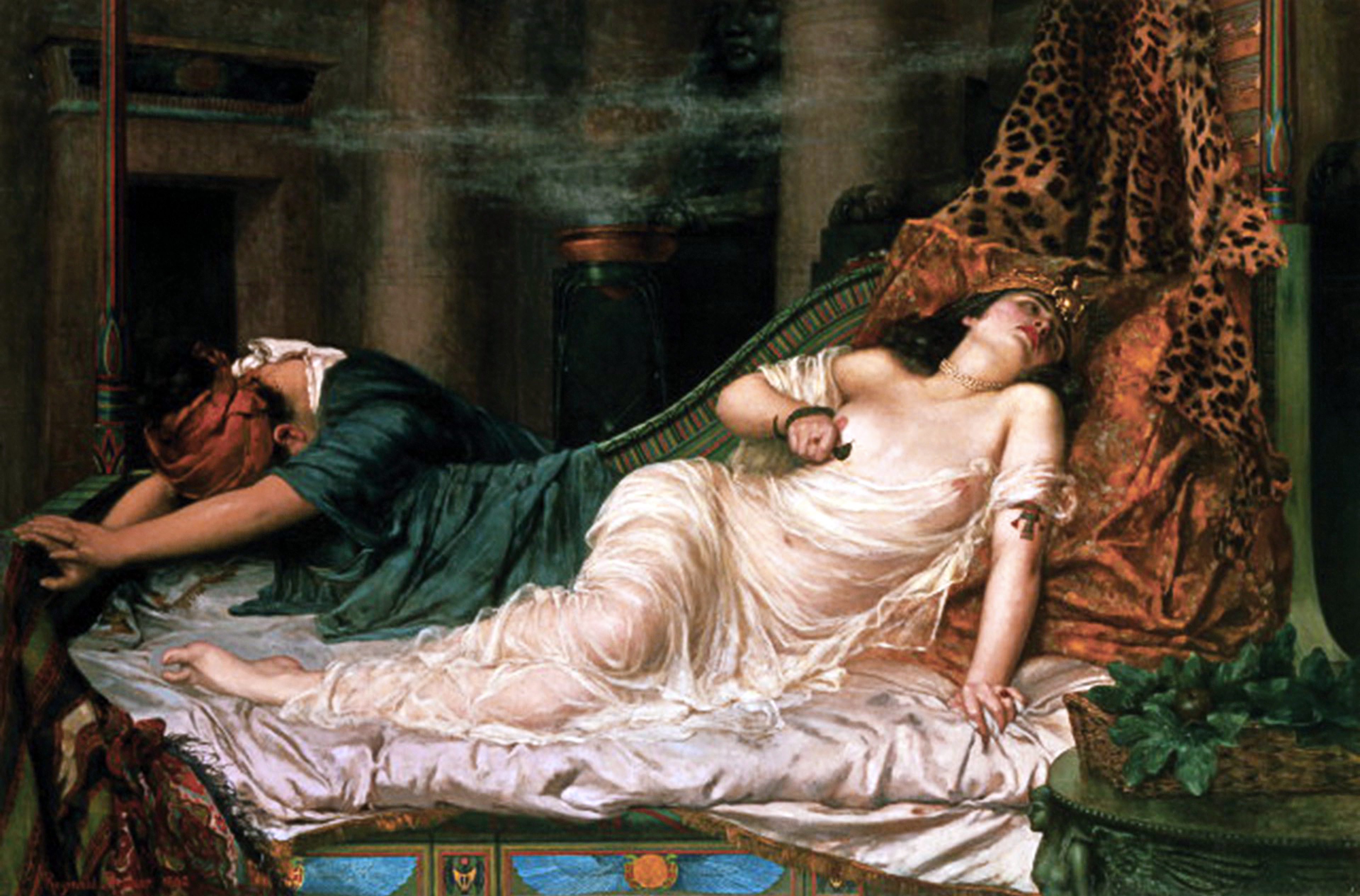
克利奥帕特拉之死（雷金纳德·亚瑟画）

亞克興戰役胜利后，屋大维率领罗马军队攻入埃及本土。女王见败势无法挽回，便派人将年仅17岁的小法老凱撒里昂送到红海边的伯勒尼基港避难，据说可能有逃亡印度、再建托勒密王国的计划。前30年8月1日，罗马军破城之前，安东尼自杀。同一天，屋大维的军队攻克亚历山大港，这一天标志着托勒密埃及被并入罗马共和国的版图。8月12日，女王也自杀身亡，随安东尼而去。凱撒里昂的仆人包括他的家庭教师错误地相信屋大维让他们回亚历山大港就会宽恕他们的承诺，把小法老送回亚历山大港，或者说是他们出卖小法老（历史纪录不确切）。屋大维害怕“太多的凱撒”会威胁他凱撒唯一继承人的地位，下令处死小法老。
屋大维完全控制埃及，把埃及设为罗马共和国（不久变为罗马帝国）的一个行省，并自称法老。他宣称他的法老称号就是从被他杀死的前任法老凱撒里昂那里继承而来的。尽管以后有很多君主包括自屋大维开始的罗马皇帝自称法老，但都只在埃及而非在全国使用，故不被承认。史学界普遍都把这一年（前30年）作为法老时代的终结。

## 家庭
- 生父：尤利乌斯·凱撒
- 生母：克利奥帕特拉七世
- 大姨母：贝勒尼基四世（克利奥帕特拉之姐）
- 大舅：托勒密十三世（克利奥帕特拉二弟）
- 小舅：托勒密十四世（克利奥帕特拉三弟）
- 小姨母：阿西诺亚四世（克利奥帕特拉之妹）
- 继父：马克·安东尼

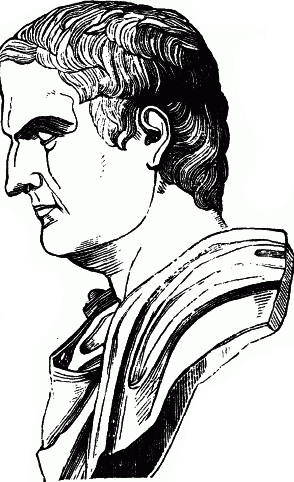
继父安东尼

- 二弟：亚历山大·赫利俄斯（克利奥帕特拉与安东尼所生）
- 妹妹：克利奥帕特拉·塞勒涅二世（同上）
- 三弟：托勒密·费拉德尔甫斯（同上）

## 相关媒体
- 阿斯特利连环画系列之《阿斯特利和儿子》
- 在2005年的BBC和2007年的HBO播出，由历史小说改编的电视连续剧《罗马》中，凱撒里昂为配角，他被描绘成克利奥帕特拉和罗马的一位低级军官狄度·普罗的儿子，其生父救他并向屋大维撒谎说他自杀，然后带着凱撒里昂四海为家，这和史实不符。
- 在所有与埃及艳后有关的电影、电视剧中，几乎都有凱撒里昂的角色。